# Ngorongoro Természetvédelmi Terület
A Ngorongoro Természetvédelmi Terület természetvédelmi terület Tanzániában, amely az UNESCO világörökségének részét képezi.

## Földrajza
A terület része a serengeti ökoszisztémának. Északnyugaton érintkezik a Serengeti Nemzeti Parkkal, délről szomszédos a Serengeti síksággal.
A déli és nyugati része vulkanikus hegyvidék, itt található a híres Ngorongoro kráter és a kevésbé ismert Empakai. Déli és keleti határai permén található a nagy-hasadékvölgyi fal, mely megakadályozza az állatok vándorlását ebben az irányban.

## Történelme

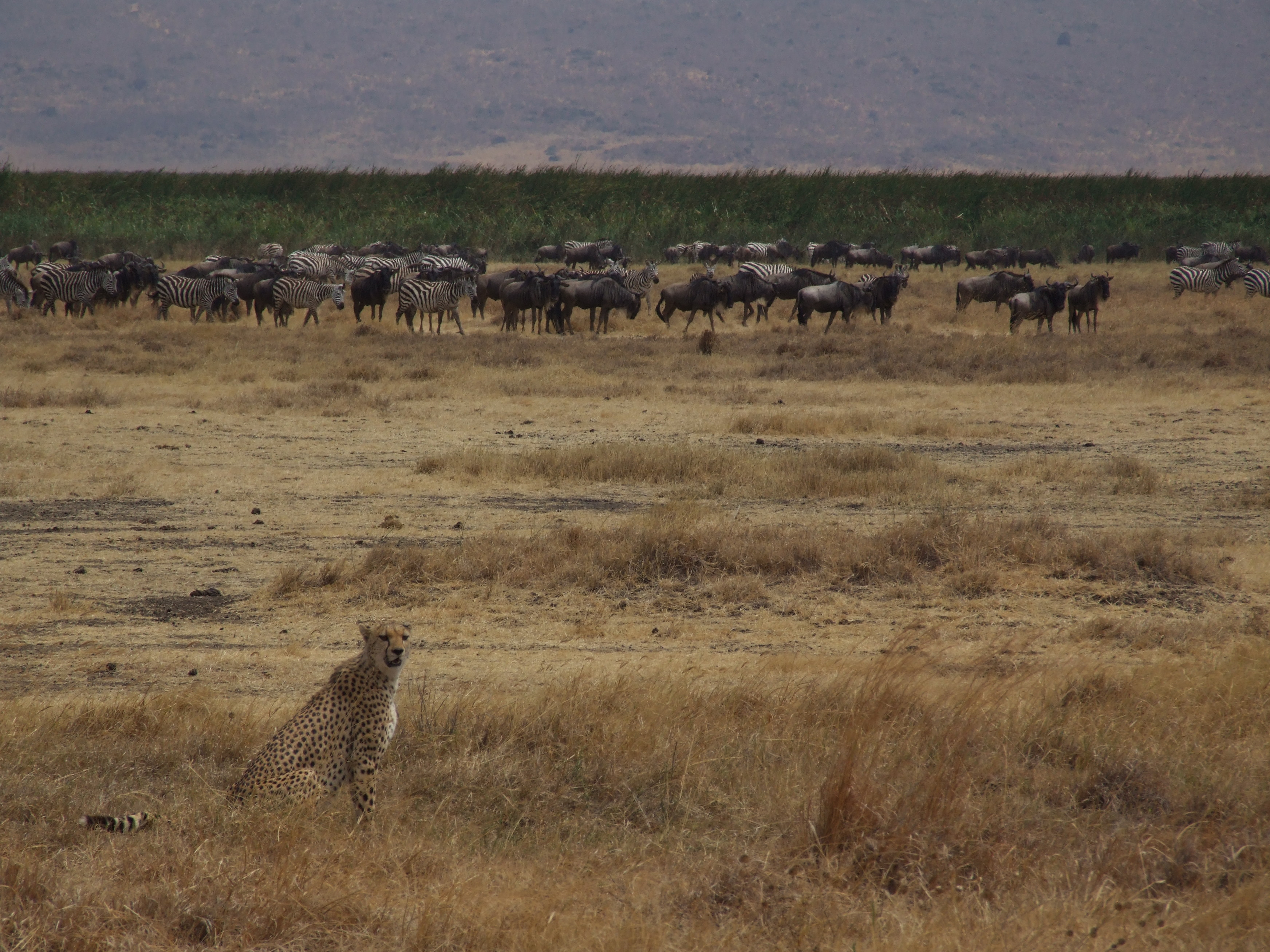
Az előtérben gepárd, a háttérben zebra- és gnúcsorda

A Ngorongo kráter és a körülötte lévő terület hatalmas számú vadállatnak szolgál otthonául, körülötte csodálatos szépségű természeti környezettel.
A  kráter területe eredetileg az 1951-ben létrejött Serengeti Nemzeti Parknak a része volt, mely 1979-ben az UNESCO világörökség részévé vált.
Tanzániában ez az egyetlen természetvédelmi terület, amely védelmet nyújt a vadon élő állatoknak.  
A területen az egész patás állomány áthalad évente, így a zebra és a gnú is: decemberben délre, majd júniusban vissza északra. Ez a vándorlás szezonálisan változik; ha esik az eső, az állatok áthaladnak a síkságon élelmet keresve. A Ndutu-tótól nyugatra fekvő területeken pedig különösen sűrű oroszlán- és gepárdpopuláció él.
A terület lakosai a maszájok, akik legeltetéses állattenyésztésből élnek.

## Ngorongoro kráter
A Ngorongoro kráter egy hatalmas vulkán felrobbanása és összeomlása után keletkezett vagy 2-3 millió évvel ezelőtt. A kráter 610 méter mély és 260 km²-es területű.
A krátert övező hegyvidék a keleti passzát-szelek által 800-1200 mm esőt kap évente, míg a nyugati fal csak 400-600 mm-t. Ezen az oldalon legelők és ritkás fák vannak. 

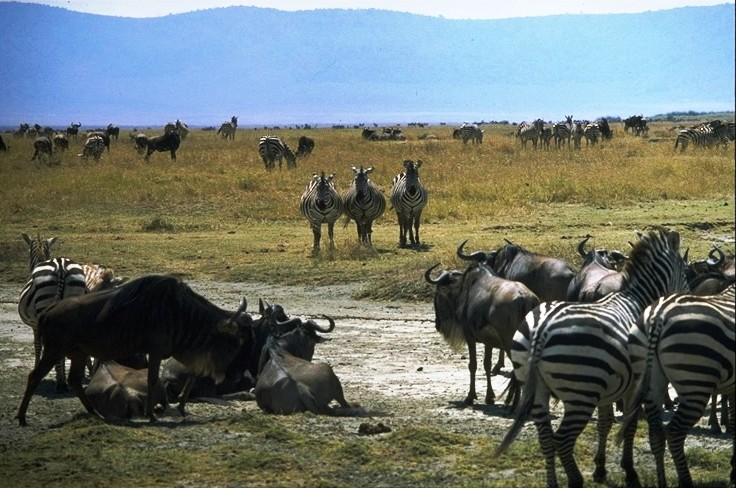
Zebrák és gnuk a nemzeti parkban

A kráterpadlót többnyire füves- és kis erdős területek uralják A kráter közepén szezonális sós tó van, melyet patakok táplálnak.
A Ngorongo kráter a YouTubeon:

## Állatvilága
A vulkán kráterében igen változatos élővilág alakult ki:
A kráter otthont ad az alföldi zebra, Thomson-gazella és csíkos gnú állományon kívül a Kelet-Afrikában vadon élő állatok szinte minden egyes fajának, a becslések szerint mintegy  25 000 állatnak, melyek főként patások, de állítólag az emlős ragadozók Afrikában a legnagyobb sűrűségben itt élnek a kráterben.
Ezek közé tartozik a keskenyszájú orrszarvú és a nílusi víziló is, mely nagyon ritka a környéken, és más patás állatok; mint a gnú, a zebra, a jávorantilop, gazella.
Itt a kráterben van a legsűrűbb oroszlán populáció is. A kráter peremén leopárdok, afrikai elefántok és kafferbivalyok élnek.

## Olduvai Gorge

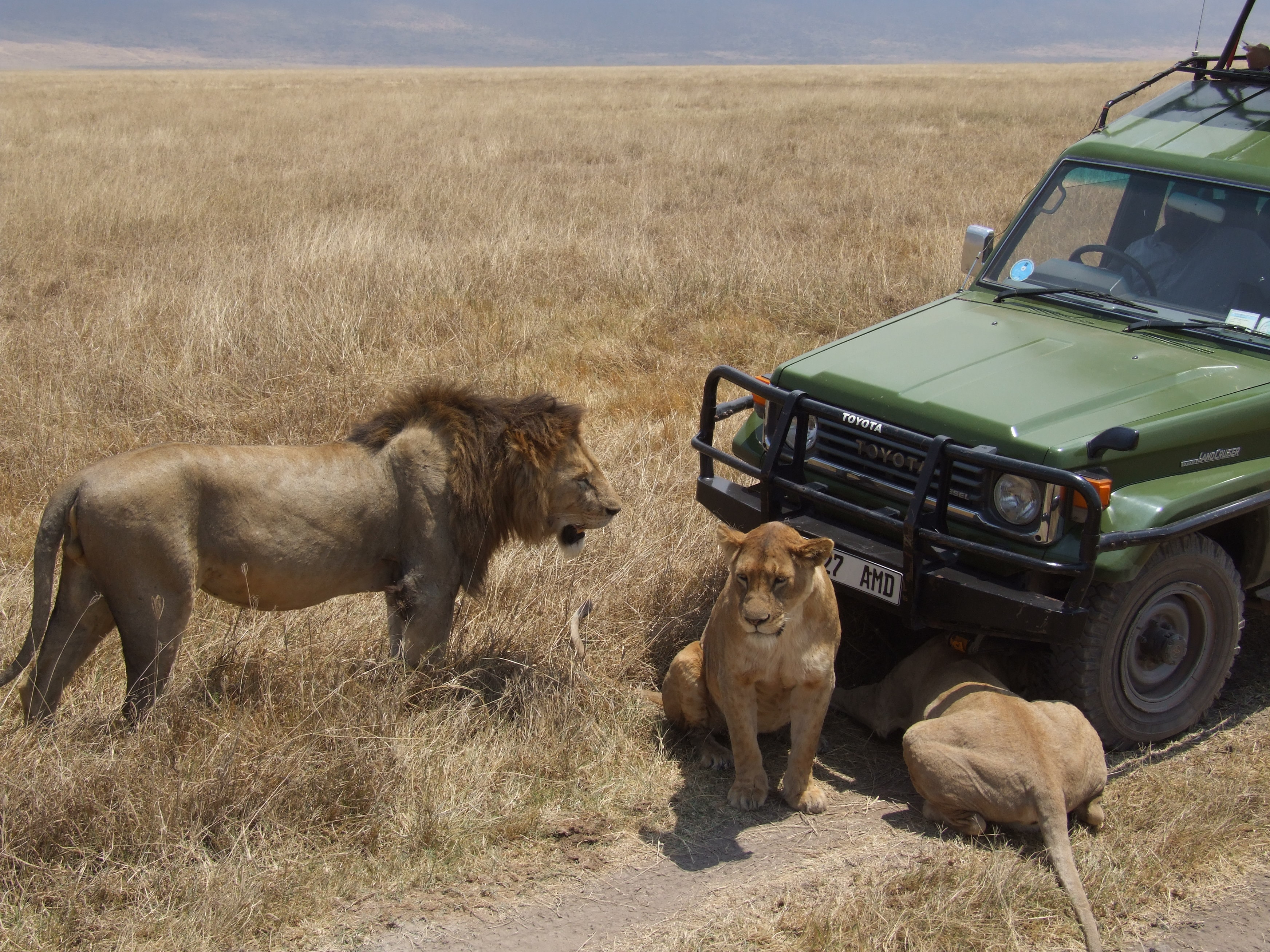
Oroszlánok látogatók autója közelében

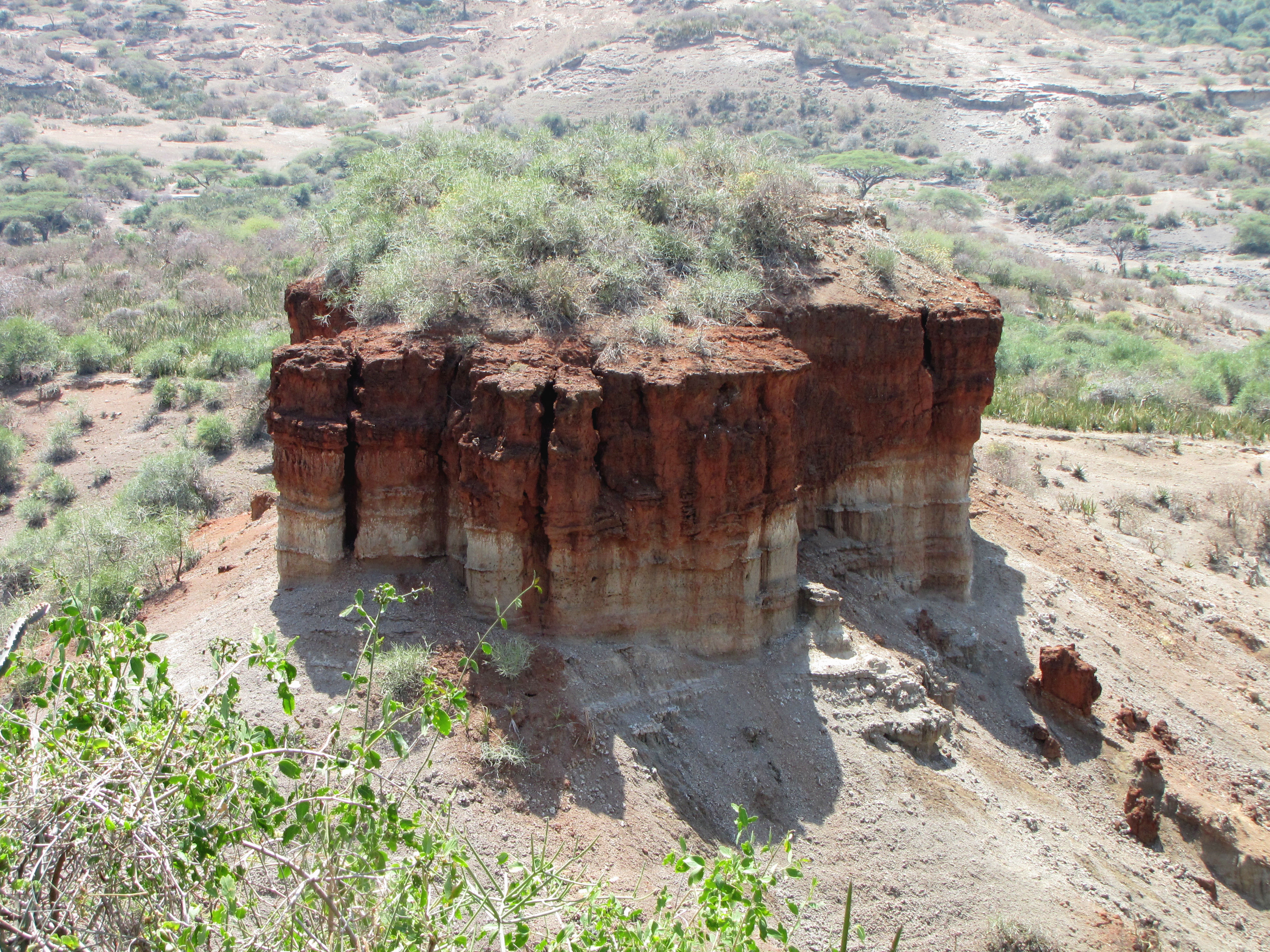
Olduvai Gorge, egy tó medencéjében fekvő, szabadon álló fosszilis lerakódások helye

Egy régészeti lelőhely Kelet-Afrikában, mely ugyancsak a természetvédelmi területen található. Egy meredek oldalú szurdok a Nagy Hasadékvölgy területén. Az Olduvai-szurdok a keleti Serengeti síkságon van, észak Tanzániában. Hossza körülbelül ötven kilométer, mélysége 100 méter. Ez a régió legszárazabb része.
Ez a világ egyik legfontosabb őskori helye. Az itt található szabadon álló fosszilis lerakódásokban gazdag állatvilág és sok emberszabású maradványt találtak. Innen származnak a legrégebbi ismert kőszerszámok is, koruk 2,6-1,7 millió év. 

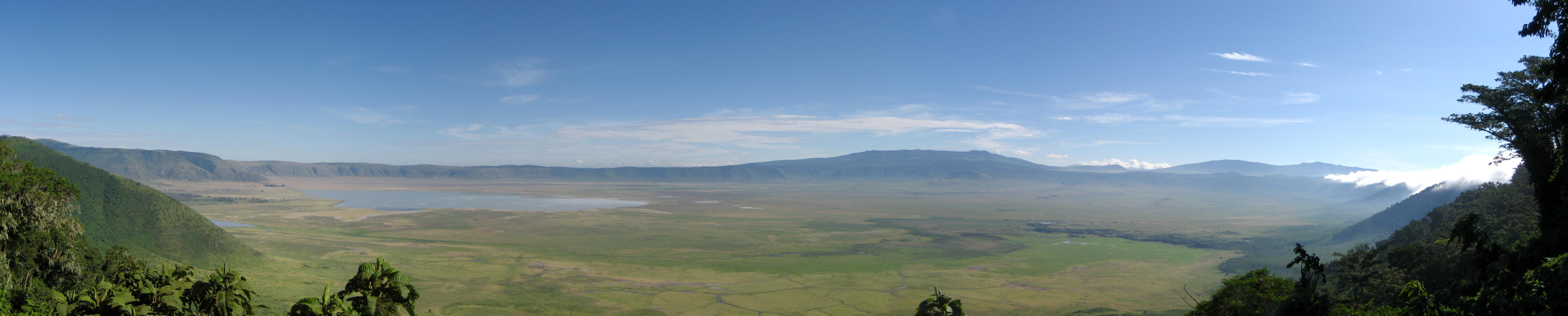
A Ngorongoro kráter látképe